# 四川陆军速成学堂
四川陆军速成学堂，为清廷于光绪年间设立的新式陆军学堂。目的是在为四川新式陆军编练提供人才。

## 历史
1904年清政府练兵处颁布了新定《陆军学堂办法》二十条，采用外国学制，规定：陆军学堂分为正课学堂、速成学堂和速成师范学堂三类，其正课学堂仿日本军事教育体系，分为小学堂、中学堂、兵官学堂、大学堂二级四等体制的一部分。但正课学堂培养基层军官的年限太长，按照预定计划到1909年才会有陆军中学堂毕业生，到1912年才有兵官学堂毕业生。这对于各省正在编练的新军缓不济急。不得不用变通的办法，开办陆军速成学堂作为临时过渡举措，以解燃眉之急。为此，光绪三十四年(1908年)春，四川总督赵尔巽开办了四川陸軍速成學堂，在全省范围内招生。分步、骑、炮、工、辎5科训练。学员分为两班：有一定普通学科基础的四川陆军军事讲习所60名学生转入速成学堂为旧班，主要学军事科目，学制一年半；由四川陆军弁目队考取的学员和各军选送的学员共200余人编为新班，先学普通学科一年，再学军事科目一年半。陆军速成学堂的毕业生，成绩合格者可给予举人出身，并视成绩等第分别授予新军副军校（相当于中尉）、协军校（相当于少尉）军衔，到陆军第33混成协充任排长或见习军官。

## 校友
川军“速成系”军阀：
- 刘湘
- 杨森
- 唐式遵
- 潘文华
- 王纘緒
- 徐孝刚
- 王陵基
- 周荃叔(1887-1968)，1934年任国民革命军第二十一军第5师参谋长、1938年任四川省会警察局局长。
- 杨芳毓(1887-1974) 四川陆军速成学堂炮科教官。
- 孙震
- 鲜英
- 许绍宗(1892-1967)1938年3月任第二十九集团军副总司令（代理总司令）兼第六十七军军长兼第161师师长。
- 李雅才：国民革命军第二十一军第2师师长
- 李挽澜：任第6旅旅长，1918年初与护法军作战阵亡
- 张斯可(1882年—1961年）1938年5月任第七十八军军长